# Gustel Hermann
Auguste Gustel Hermann (även Herrmann), född 27 september 1906, var en tysk friidrottare med kastgrenar som huvudgren. Hermann var en pionjär inom damidrott, hon blev silvermedaljör vid den tredje damolympiaden 1930.

## Biografi
Gustel Hermann föddes 1906 i mellersta Tyskland. Hon gick med i idrottsföreningen TV Köln 1843 i Köln, hon tävlade för klubben under hela sin aktiva tid. Hon tävlade främst i kulstötning men även i diskuskastning.
Den 28 juli 1928 satte hon (inofficiellt) världsrekord i kulstötning med 12,26 meter vid tävlingar i Köln, åren 1928–1934 var hon på top-7-listan över årsbästa prestationer i kulstötning.
Hermann deltog i flera tyska mästerskap, 1930 blev hon mästare i kulstötning vid tävlingar i Lennep 2–3 augusti, vid mästerskapen 1932 kom hon på bronsplats.
Hermann deltog sedan vid den tredje damolympiaden 6–8 september 1930 i Prag, under idrottsspelen vann hon silvermedalj i kulstötning.